# Мач на звездите в НБА 2022
Мачът на звездите на НБА 2022 ще се играе на 20 февруари 2022 г. Това ще бъде 71-вото издание на събитието. Домакин на мача ще бъде Кливланд Кавалиърс. Това ще бъде третото домакинство на Кливланд, след 1997 г. и 1981 г.